# Képmás családmagazin
A Képmás családmagazin színes, főleg családanyáknak szóló magazin. 2006-ban a Nagycsaládosok Országos Egyesülete elismerő oklevélben részesítette a családi értékek felmutatásáért és konzekvens képviseletéért.

## Története
A lap az Illéssy Mátyás akkori solymári plébános által 1999. novemberében alapított, Solymár Csillaga című egyházközségi lapból fejlődött ki. Az eredeti kezdeményezés célja a katolikus hívek informálása mellett az egyházi élet modernizálása is volt, a kezdeti szerkesztők a plébánoson felül Kovács Márk és Sólyom Ágnes voltak. A lap iránt váratlanul nagy érdeklődés mutatkozott, ami gyors ütemű fejlődést gerjesztett, ennek eredményeként a kiadvány néhány lapszámon belül kinőtte a kiindulási kereteit, illetve a település határait. Több minőségi, mennyiségi és terjesztési váltás következett a 2000-es évben, amikortól a lap immár Képmás családmagazin néven apránként országos terjesztésű folyóirattá vált. Néhány lapszámon keresztül a Képmásban még megjelent, néhány oldalas mellékletként a solymári egyházközségnek szóló külön kiadvány is – változatlanul Solymár Csillaga néven –, mígnem ez utóbbi 2001-ben megszűnt, a Képmás pedig teljesen önálló lappá vált.
A lap szerkesztősége 2006-ban saját díjat alapított, a Családbarát Médiáért-díj elnevezéssel; az elismerést egy népesedési konferencián hívta életre a Képmás szerkesztői kollektívája, a Média a Családért Alapítvánnyal együttműködve, amely azóta rendszeresen végzi a jelölést, a zsűrizést, valamint a díj és a díjátadók anyagi feltételeinek megteremtését, az elismerés népszerűsítéséhez szükséges megfelelő médiajelenlétet, az internetes közönségszavazást, valamint a díjátadók megszervezését és lebonyolítását. A zsűriben évről évre elismert újságírók és szociológusok vesznek részt, volt olyan év, amikor a díjazottak Lévai Anikótól, Orbán Viktor hivatalban lévő miniszterelnök feleségétől vehették át az elismerést, a különdíjat pedig Novák Katalin államtitkár adta át.

## Megjelenése
A Képmás családmagazin megjelenik minden hónap első csütörtökén, 100 A/4-es oldalon, 23 000 példányban. Kiadja a Képmás 2002 Kft.
Bővebb információ: kepmas.hu
- Alapító: Illéssy Mátyás
- Főszerkesztő: Szám Katalin

### Külső hivatkozások
kepmas.hu